# Powoń
Powoń (Gethyllis R.Br.) – rodzaj roślin z rodziny amarylkowatych, obejmujący 31 gatunków, występujących naturalnie w południowej Afryce, na obszarze Republiki Południowej Afryki, Namibii i Botswany. Niektóre gatunki są wykorzystywane jako rośliny lecznicze. Owoce G. afra są jadalne i służą do produkcji brandy kukumakranka, popularnego w południowej Afryce środka na kolkę i niestrawność.

## Morfologia

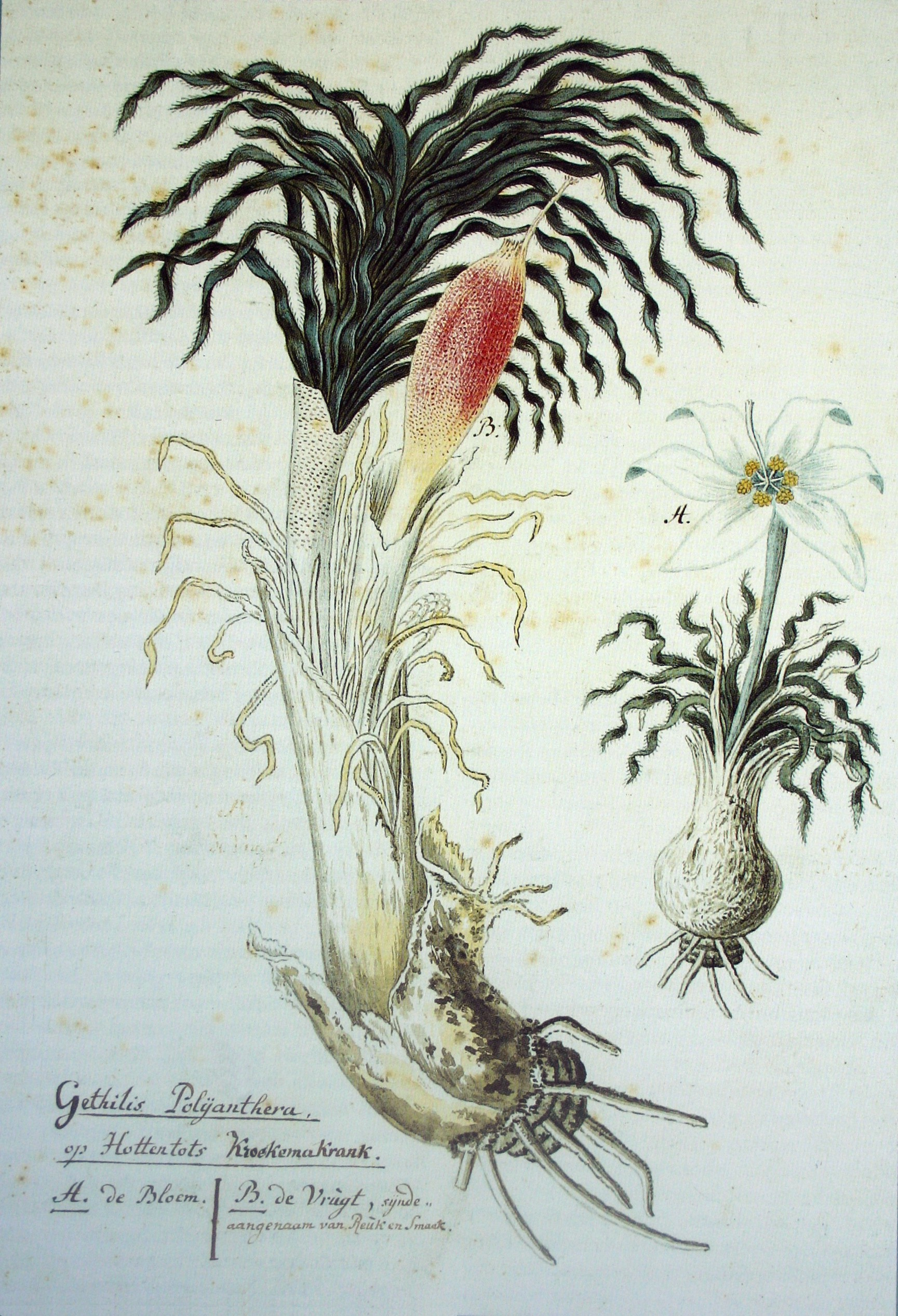
Budowa G. ciliaris

PokrójWieloletnie rośliny zielne, rosnące w skupiskach.
PędNiemal kulista cebula chroniona łuskami zewnętrznymi.
LiścieLiście odziomkowe, u większości gatunków liczne, wąskie, często spiralnie skręcone, u niektórych szerokie i płasko przylegające do gruntu. Kilka gatunków tworzy wydatną pochwę, która wyrasta ponad poziom gruntu i utrzymuje liście w ciasnej wiązce. Pochwy liściowe są często atrakcyjnie zdobione czerwono-brązowymi plamami (np. G. britteniana) lub mają frędzlowate brzegi (u G. verticillata). Liście powoni są często owłosione. Włoski są proste i równomiernie rozmieszczone lub mają kształt litery T i są skupione.
KwiatyPowoń różni się od większości amarylkowatych tym, że tworzy pojedynczy, słodko i mocno pachnący kwiat w każdym sezonie. Okwiat jest biały do kremowego lub różowego, często ciemnoróżowo prążkowany. Pręciki w kwiatach powoni różnią się między gatunkami liczbą główek. Niektóre gatunki (np. G. ciliaris) mogą mieć do 30 pylników, a inne (np. G. verticillata) tylko sześć. Pylniki są wydatne, jasnożółte, początkowo są długie i proste, po przekwitnięciu zwijają się. Zalążnia dolna, z szyjką słupka zmienną u poszczególnych gatunków pod względem długości i położenia. U niektórych gatunków jest prosta i tęga, zakończona małym, niezróżnicowanym znamieniem, u innych smukła i zakrzywiona z widocznym, szerokim znamieniem na końcu.
OwocePodobne do jagód, długości palca, rosną blisko ziemi i mają różny kształt, barwę i aromat, gdy są dojrzałe. Najbardziej znane są mięsiste owoce niektórych gatunków (np. G. afra) o barwie żółtej do różowej, pachnące nieco truskawkami. U innych gatunków występują mniej rzucające się w oczy smukłe owoce o cienkiej skórce, które pozostają blade, czasami nakrapiane i bezwonne. Po osiągnięciu dojrzałości ścianki owocu rozpadają się i uwalniają liczne, okrągłe, kremowe do czerwonawych nasiona.

## Biologia

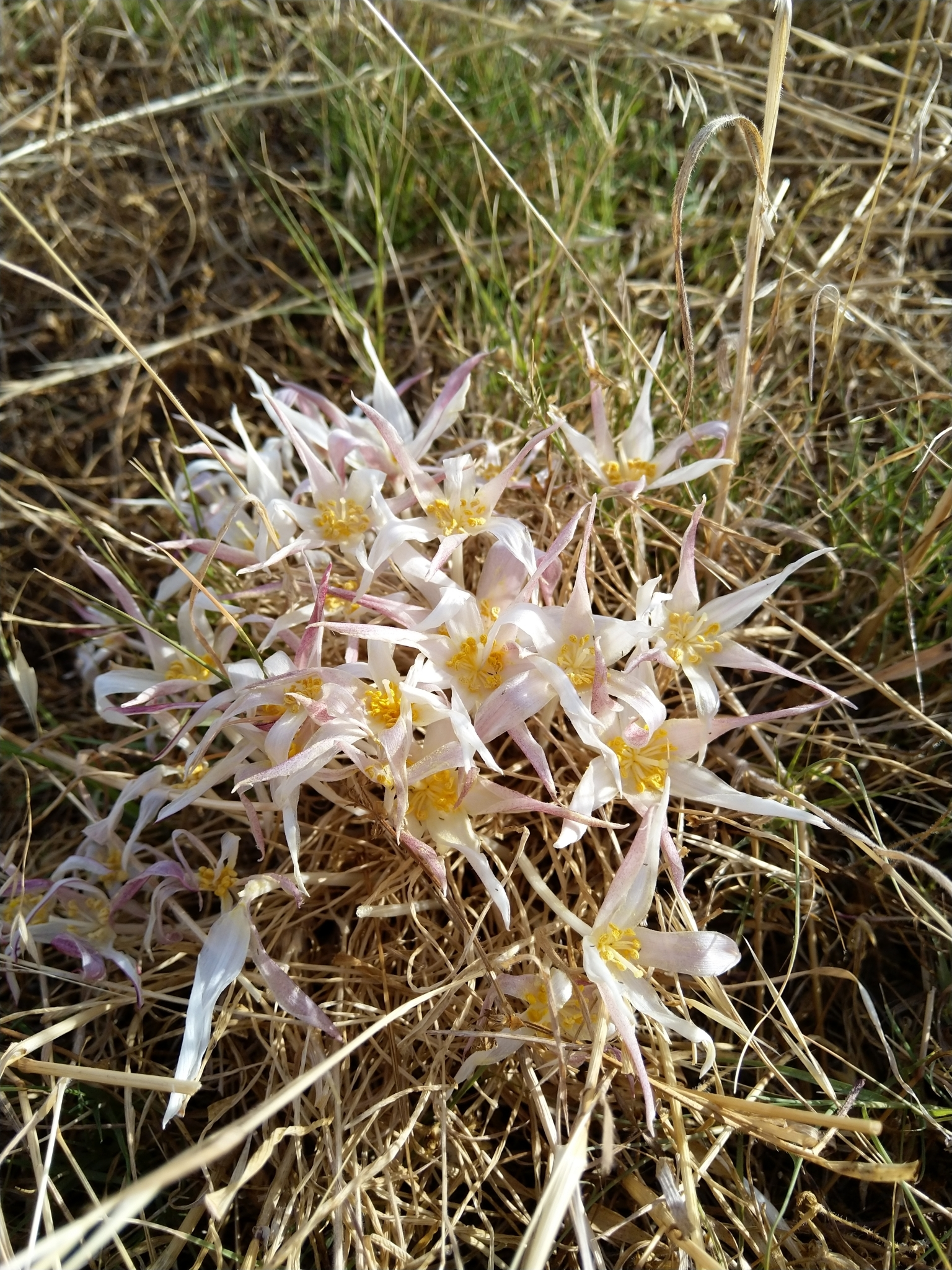
Kwiaty G. ciliaris

RozwójGeofity cebulowe. Rośliny kwitną przelotnie w środku lata, owocują jesienią i wypuszczają liście zimą, po czym części naziemne wysychają i rośliny wchodzą w okres wiosennego spoczynku. Nasiona kiełkują natychmiast po uwolnieniu, ale przetrwanie siewek zależy od odpowiednich i terminowych opadów. Zapylanie powoni nie zostało jeszcze dokładnie zbadane. Głównymi zapylaczami są prawdopodobnie pszczoły, które przyciąga ogromna ilość pyłku w dużych, często licznych pylnikach. Obecność roślin w kępach sugeruje, że nasiona opadają bezpośrednio obok rośliny matecznej, pozwalając sadzonkom pozostać w siedliskach, które sprzyjały przetrwaniu w przeszłości. Znaczenie ciasno skręconych liści nie jest w pełni zrozumiałe, ale zwarty układ może zapobiegać utracie wody, szczególnie w połączeniu z owłosionym pokryciem.
SiedliskoWiększość gatunków powoni występuje na obszarach opadów zimowych, w Karru i fynbosie. Jedynie G. transkarooica i G. longistyla występują w regionie letnich opadów Nama Karoo. Siedliska rozciągają się od obszarów przybrzeżnych do wysoko położonego płaskowyżu śródlądowego. W większości przypadków rośliny preferują tereny otwarte, wolne od konkurencji ze strony krzewów i traw. Większość gatunków preferuje siedliska półpustynne, ale kilka gatunków przylądkowych (G. afra i G. kaapensis) zasiedla okresowo wilgotne miejsca wśród roślinności nizinnej fynbosu.
GenetykaLiczba chromosomów 2n = 12.

## Systematyka

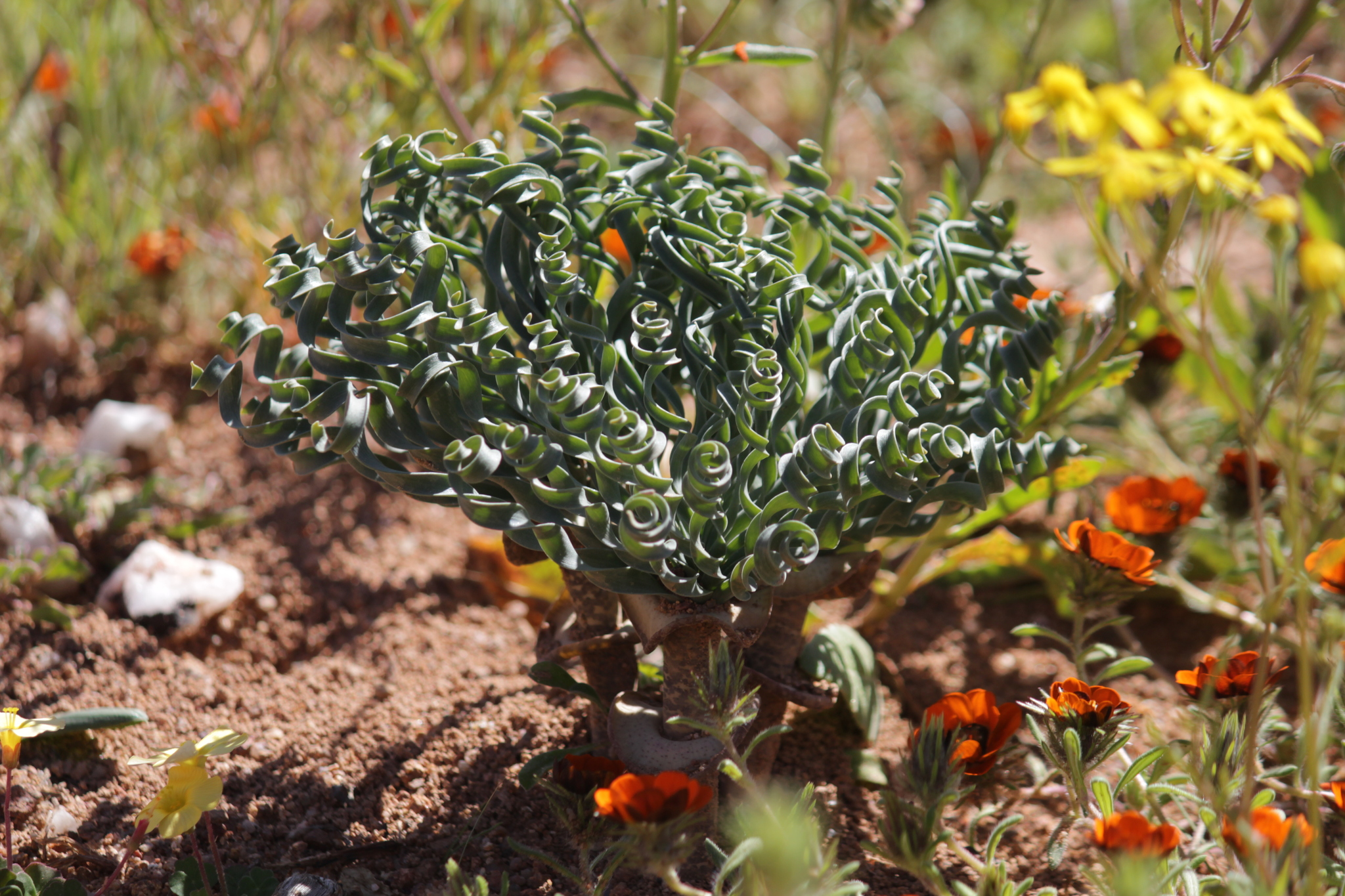
Liście G. britteniana

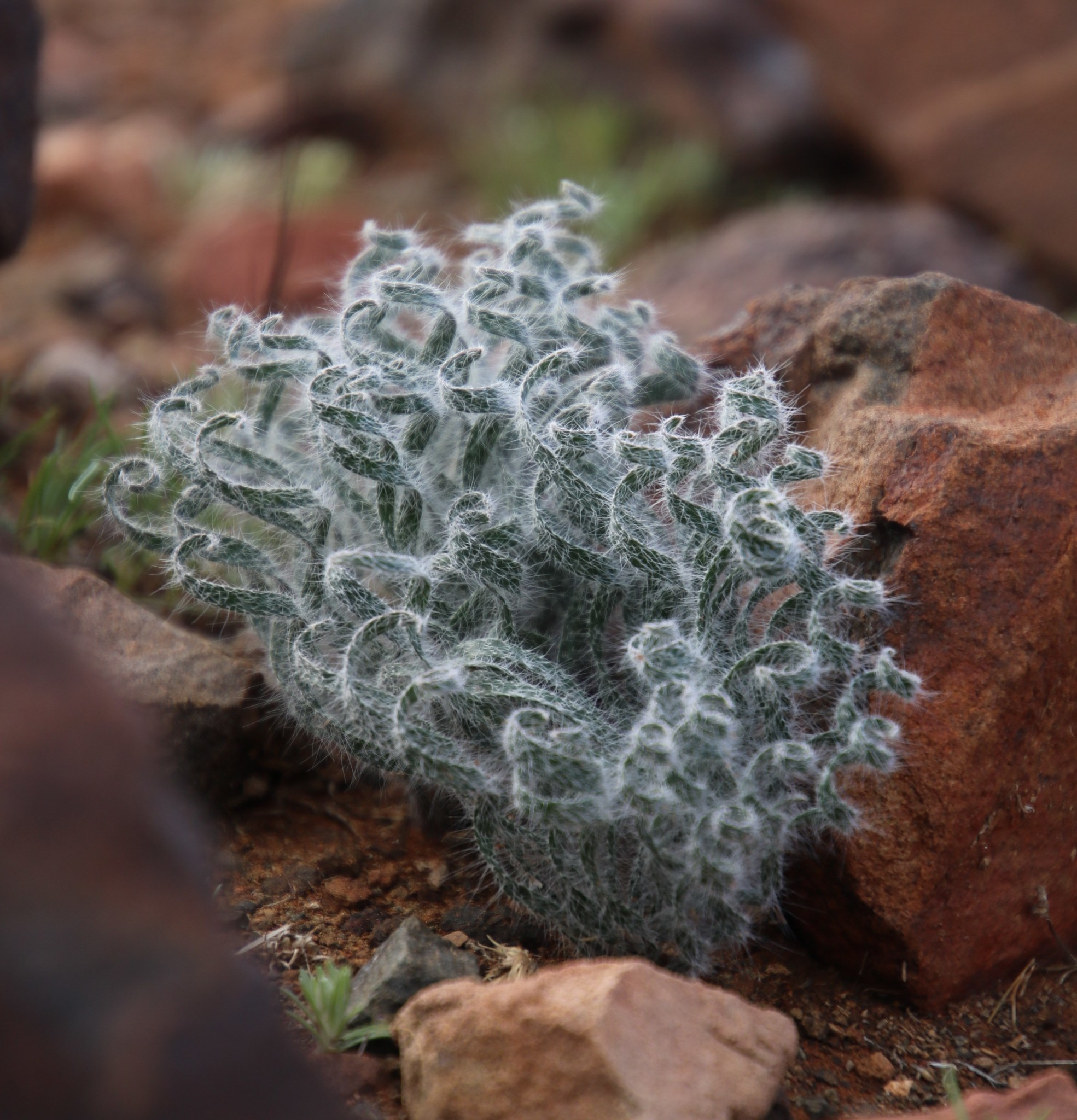
Liście G. villosa

Pozycja systematycznaRodzaj z plemienia Haemantheae, podrodziny amarylkowych Amaryllidoideae z rodziny amarylkowatych Amaryllidaceae.
Wykaz gatunków
- Gethyllis afra L.
- Gethyllis barbarae G.D.Duncan
- Gethyllis barkerae D.Müll.-Doblies
- Gethyllis britteniana Baker
- Gethyllis campanulata L.Bolus
- Gethyllis cavidens D.Müll.-Doblies
- Gethyllis ciliaris (Thunb.) Thunb.
- Gethyllis fimbriatula D.Müll.-Doblies
- Gethyllis grandiflora L.Bolus
- Gethyllis gregoriana D.Müll.-Doblies
- Gethyllis hallii D.Müll.-Doblies
- Gethyllis heinzeana D.Müll.-Doblies
- Gethyllis kaapensis D.Müll.-Doblies
- Gethyllis lanuginosa Marloth
- Gethyllis lata L.Bolus
- Gethyllis latifolia Masson ex Baker
- Gethyllis linearis L.Bolus
- Gethyllis longistyla Bolus
- Gethyllis marginata D.Müll.-Doblies
- Gethyllis namaquensis (Schönland) Oberm.
- Gethyllis oligophylla D.Müll.-Doblies
- Gethyllis oliverorum D.Müll.-Doblies
- Gethyllis pectinata D.Müll.-Doblies
- Gethyllis roggeveldensis D.Müll.-Doblies
- Gethyllis setosa Marloth
- Gethyllis spiralis (Thunb.) Thunb.
- Gethyllis transkarooica D.Müll.-Doblies
- Gethyllis uteana D.Müll.-Doblies
- Gethyllis verrucosa Marloth
- Gethyllis verticillata R.Br.
- Gethyllis villosa (Thunb.) Thunb.

## Nazewnictwo
Etymologia nazwy naukowejUważa się, że nazwa naukowa rodzaju pochodzi od greckiego słowa γεθύων (gethyon), oznaczającego gatunek pora, do którego pozorne podobieństwo wynika z obecności długich, białych łusek cebuli, wyrastających ponad poziom gruntu i otaczających nasadę liści.
Nazwy zwyczajowe w języku polskimPolska nazwa rodzaju Gethyllis: powoń, wskazana została w Ukazicielu polskich nazwisk na rodzaje królestwa roślinnego Antoniego Wagi z 1849 r., a za nim w Słowniku nazwisk zoologicznych i botanicznych polskich... Erazma Majewskiego wydanym w roku 1894, w Słowniku polskich imion rodzajów oraz wyższych skupień roślin z roku 1900 Józefa Rostafińskiego, a także w Słowniku języka polskiego Zdanowicza i Orgelbranda z 1861 r.

## Zagrożenie i ochrona
Niektóre gatunki powoni obejmuje Czerwona Lista Roślin Południowej Afryki. Gatunek G. latifolia jest krytycznie zagrożony, a G. kaapensis zagrożony wyginięciem. 15 gatunków ma status mniejszej troski. Największym zagrożeniem jest rozwój obszarów miejskich.

## Zastosowanie

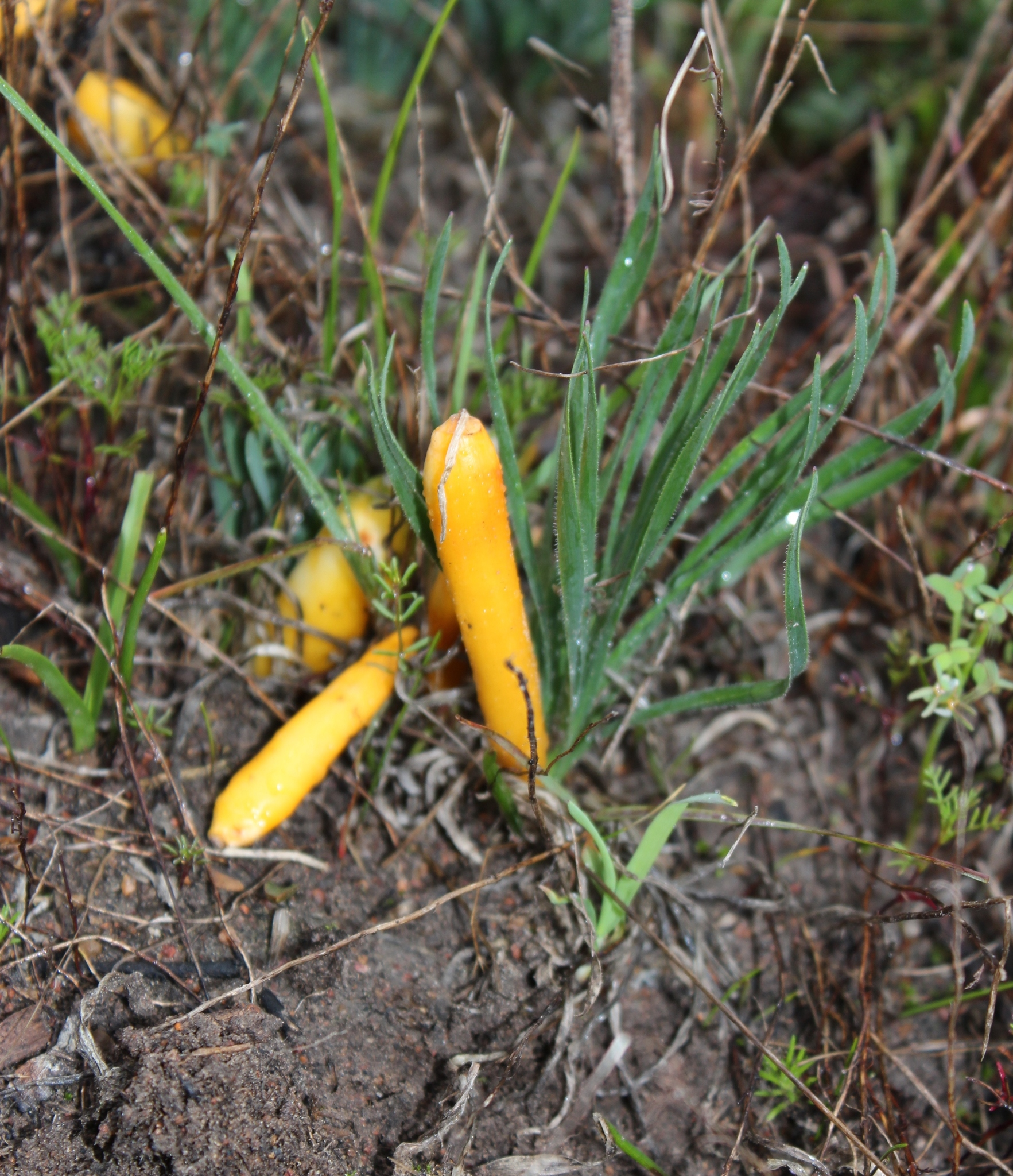
Owoce G. afra

Owoce powoni są bardzo poszukiwane ze względu na ich zapach i właściwości lecznicze. W przeszłości suszone owoce były często używane do aromatyzowania wnętrz szafek i lnianych serwetek. Rozcieńczony napar z kwiatów G. spiralis był używany w celu złagodzenia problemów z ząbkowaniem. Skórkę owoców nakładano też na czyraki, siniaki i ukąszenia owadów. Owoce G. afra są tradycyjnie stosowane jako lekarstwo na wzdęcia, rozstrój żołądka i ból brzucha, a także drgawki, problemy z sercem, problemy żołądkowe i bezsenność. Gotowane w wodzie owoce są używane jako tradycyjny afrodyzjak przez lokalne społeczności w Namaqualand.
Dojrzałe owoce G. afra są słodkie, soczyste, aromatyczne i smaczne. Współcześnie są używane do produkcji brandy kukumakranka, popularnego środka na kolkę i niestrawność.
Owoce G. afra zawierają ponad 40 lotnych związków organicznych, z czego 11,2% α-pinenu i 6,4% β-pinenu, 8,5% maślanu butylu, 8,1% octanu izoamylu, 5,8% 2-metylomaślanu butylu i 5% cyneolu, które odpowiadają za ich silny, owocowy aromat.
Badania nie wykazały obecności alkaloidów w powoniach, jednak kwiaty, owoce, liście i korzenie dwóch gatunków (G. multifolia i G. villosa) wykazują działanie przeciwutleniające, przeciwzapalne, przeciwbakteryjne i mutagenne.